# Годихський хутір
Годихський (Годиха, рос. Годыхский) — колишній хутір у Годиській сільській раді Дзержинського району Житомирської області Української РСР.

## Населення
У 1906 році в поселенні налічувалося 13 мешканців, дворів — 2, у 1923 році — 69 мешканців, дворів — 18, у 1924 році — 52 особи (з перевагою населення польської національности), дворів — 7.

## Історія
У 1906 році — хутір Чуднівської волості (3-го стану) Житомирського повіту Волинської губернії. Відстань до губернського центру м. Житомир становила 30 верст, до волосного центру містечка Чуднів — 12 верст. Поштове відділення — містечко Чуднів.
У березні 1921 року, в складі волості, переданий до новоутвореного Полонського повіту Волинської губернії. У 1923 році включений до складу новоствореної Годиської сільської ради, яка 7 березня 1923 року увійшла до складу новоутвореного Чуднівського району Житомирської (згодом — Волинська) округи. Розміщувався за 18 верст від районного центру міст. Чуднів та за 2 версти — від центру сільської ради с. Годиха. 23 вересня 1925 року, в складі сільської ради, передане до Романівського (згодом — Дзержинський) району Волинської округи.
Виключена з обліку населених пунктів до 1 вересня 1946 року.